# Ophiactis muelleri
Ophiactis muelleri är en ormstjärneart som beskrevs av Jean Baptiste François René Koehler 1914. Ophiactis muelleri ingår i släktet Ophiactis och familjen bandormstjärnor. Inga underarter finns listade i Catalogue of Life.